# Ploščad' Revoljucii
Ploščad' Revoljucii (in russo: Пло́щадь Револю́ции, che significa Piazza della Rivoluzione) è una delle stazioni più famose della Metropolitana di Mosca, situata sulla Linea Arbatsko-Pokrovskaja. Fu inaugurata nel 1938 e l'architetto costruttore fu Aleksej Duškin.
L'opera presenta archi in marmo rosso e giallo che si adagiano su bassi piloni ricoperti di marmo armeno scuro. Gli spazi tra gli archi sono riempiti da griglie di ventilazione decorative. Ad ogni arco è associata una coppia di sculture bronzee decorative, opera di M.G. Manizer, che raffigurano il popolo dell'Unione Sovietica, tra cui soldati, agricoltori, atleti, scrittori, aviatori, operai delle industrie e scolari. In totale, nella stazione compaiono 72 sculture.
Quando fu costruita la Linea Arbatsko-Pokrovskaja, i binari che partivano da Ploščad' Revoljucii furono estesi ad ovest verso Aleksandrovskij Sad invece di raggiungere Arbatskaja. Quando nel 1953 venne completata l'estensione occidentale della linea, i treni furono fatti correre sul nuovo tracciato.
Fra le sculture in bronzo, quella della guardia con cane è divenuta famosa tra i pendolari e gli studenti moscoviti. Si crede infatti che sfregare il naso del cane possa essere di buon auspicio e portare fortuna negli esami scolastici. Non è difficile vederne molti soffermarsi per il gesto bene augurale. 

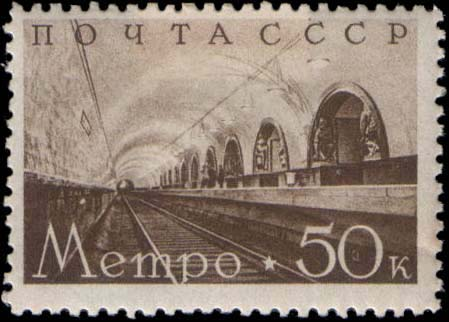
Francobollo storico che raffigura la stazione.

## Interscambi
Da questa stazione i passeggeri possono effettuare il trasbordo a Teatral'naja della Linea Zamoskvoreckaja e a Ochotnyj Rjad sulla Linea Sokol'ničeskaja; quest'ultima tuttavia può essere raggiunta solo attraverso Teatral'naja, in quanto non esiste collegamento diretto tra le due.